# Технолошки факултет Универзитета у Бањој Луци
Технолошки факултет Универзитета у Бањој Луци је образовно-научна установа која обавља основне, мастер и докторске студије, као и друге облике студија, за иновацију знања и стручног образовања из 4 студијска програма. Факултет је једног од два државна универзитета у Републици Српској.

## Историја
Технолошки факултет основан је у Бањој Луци 1963/1964. године као Технолошки одсек који је, заједно са Електротехничким одсеком, егзистирао у саставу Техничког факултета у Бањој Луци. Временом је смер за хемијску прераду дрвета трансформисан у хемијско-технолошки одсек, а надаље се развио и отворио велики број одсека који су на крају формирали Технолошки факултет.

## Студијски програми / катедре
- Студијски програм Хемијско инжењерство и технологије (240 ECTS),
  - Општи смер.
- Студијски програм Прехрамбене технологије и индустријске биотехнологије (240 ECTS),
  - Производни смер,
  - Контрола квалитета и хигијенске исправности намирница,
  - Нутритивни квалитет хране и исхране.
- Студијски програм Текстилно инжењерство (240 ECTS),
  - Одјевна технологија и дизајн,
  - Обућарска технологија и дизајн.
- Студијски програм Графичко инжењерство (240 ECTS),
  - Општи смер.

## Библиотека
Библиотека Технолошког факултета у свом фонду поседује велики број популација за које је факултет матичан и исти усклађује са потребама факултета. Ради пет дана у недељи по дванаест сати. Студенти могу позајмити по две књиге и практикум за вежбе на рок од 45 дана, који се може продужити на додатних 45 дана, у зависности од потребе студената.
Библиотека поседује преко 10 000 јединица књижног фонда, који садржи велики број енциклопедија, лексикона и речника, као и докторске и магистарске тезе и дипломске радове студената.

## Ресурси
Технолошки факултет, поред библиотеке, студентима нуди на располагању рачунарски центар и читаоницу, а располаже и великим бројем лабораторија у којима се одвија практична настава:
- Лабораторија за општу и неорганску хемију
- Лабораторија за општу физику
- Лабораторија за аналитичку хемију
- Лабораторија за органску хемију
- Лабораторија за физичку хемију
- Лабораторија за контролу квалитета намирница биљног и животињског порекла
- Лабораторија за сензорну анализу намирница
- Лабораторија за микробиологију и индустријску микробиологију
- Лабораторија за биохемију
- Лабораторија за органску хемијску технологију
- Лабораторија за инжењерство у заштити околине
- Лабораторија за технолошке операције
- Лабораторија за текстилна влакна
- Лабораторија за испитивање текстила
- Лабораторија за оплемењивање и бојење текстила
- Лабораторија за електрохемијско инжењерство
- Лабораторија за корозију и заштиту материјала.